# 阿莱讷
阿莱讷（法語：Allaines，法語發音：[alɛn]）是法国上法蘭西大區索姆省的一个市镇，属于佩罗讷区。

## 地理
阿莱讷（49°57'43"N, 2°56'41"E）面积8.36 平方千米，位于法国上法蘭西大區索姆省，该省份为法国北部沿海省份，北起加来海峡省和北部省，西接滨海塞纳省和大西洋英吉利海峡，南至瓦兹省，东临埃纳省。
与阿莱讷接壤的市镇（或旧市镇、城区）包括：佩罗讷、上艾兹库尔、布沙韦讷-卑尔根、比叙、索姆河畔克莱里、穆瓦兰。
阿莱讷的时区为UTC+01:00、UTC+02:00（夏令时）。

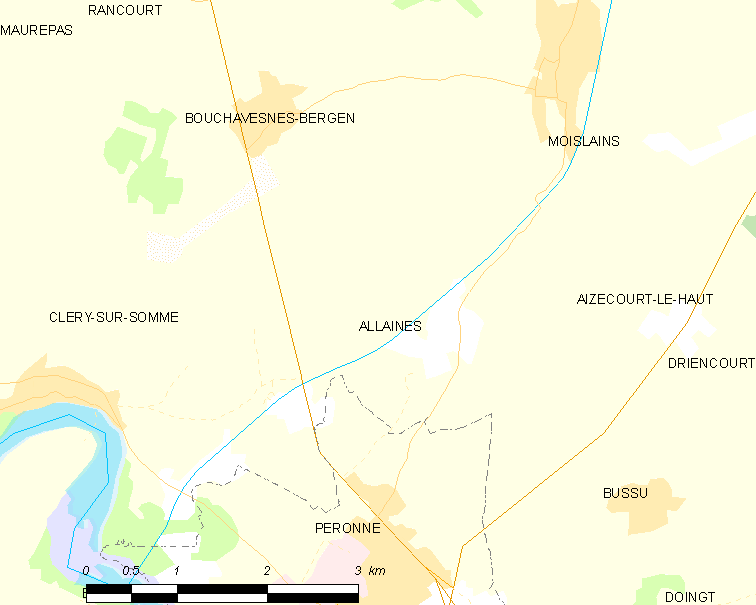
阿莱讷的OSM定位图

## 行政
阿莱讷的邮政编码为80200，INSEE市镇编码为80017。

## 政治
阿莱讷所属的省级选区为佩罗讷县。

## 人口

1962-2008年间阿莱讷人口变化图示

阿莱讷于2022年1月1日时的人口数量为419人。